# Danuta Juzala
Danuta Juzala (ur. 9 lipca 1937 w Kadłubie, zm. 10 grudnia 2016 w Wieluniu) – polska polityk, posłanka na Sejm PRL IX kadencji.

## Życiorys
Córka Antoniego i Janiny. Od 1953 pracowała jako kontystka. Później zatrudniona była w prezydium Powiatowej Rady Narodowej w Wieluniu. Od 1955 do 1962 była pracownikiem Wieluńskiego Przedsiębiorstwa Budowlanego, a od 1962 placówki pełnomocnika Banku Inwestycyjnego w Wieluniu. Potem była dyrektorem Oddziału Narodowego Banku Polskiego w Wieluniu (do lat 90.). W 1976 uzyskała tytuł zawodowy magistra administracji w Studium Administracji Uniwersytetu Łódzkiego.
Pełniła mandat radnej Miejsko-Gromadzkiej Rady Narodowej w Wieluniu, będąc przewodniczącą Komisji ds. Samorządowych. Zasiadała w plenum Zarządu Krajowego Ligi Kobiet Polskich, była też wiceprzewodniczącą Zarządu Wojewódzkiego i Zarządu Miejskiego tej organizacji. W 1985 uzyskała mandat posłanki na Sejm PRL IX kadencji w okręgu Sieradz z ramienia Polskiej Zjednoczonej Partii Robotniczej. Zasiadała w Komisji Planu Gospodarczego, Budżetu i Finansów, Komisji Nadzwyczajnej do rozpatrzenia projektu ustawy o zmianach w organizacji naczelnych i centralnych organów administracji państwowej, Komisji Nadzwyczajnej do kontroli wdrażania programu realizacyjnego drugiego etapu reformy gospodarczej oraz w Komisji Nadzwyczajnej do rozpatrzenia projektu ustawy o mieniu komunalnym. W 1989 bez powodzenia ubiegała się o reelekcję.
W 1980 została wpisana do księgi zasłużonych dla miasta i gminy Wieluń. W latach 80. otrzymała również Medal 40-lecia Polski Ludowej, Srebrny Krzyż Zasługi i Krzyż Kawalerski Orderu Odrodzenia Polski. W czasie pełnienia mandatu posła zasiadała w radzie dyrektorów przy naczelniku miasta i gminy Wieluń. W latach 2003–2007 była skarbnikiem Wieluńskiego Towarzystwa Naukowego. Pochowana została 13 grudnia 2016 na cmentarzu parafialnym w Wieluniu.